# Giuseppe Giacomo Alvisi

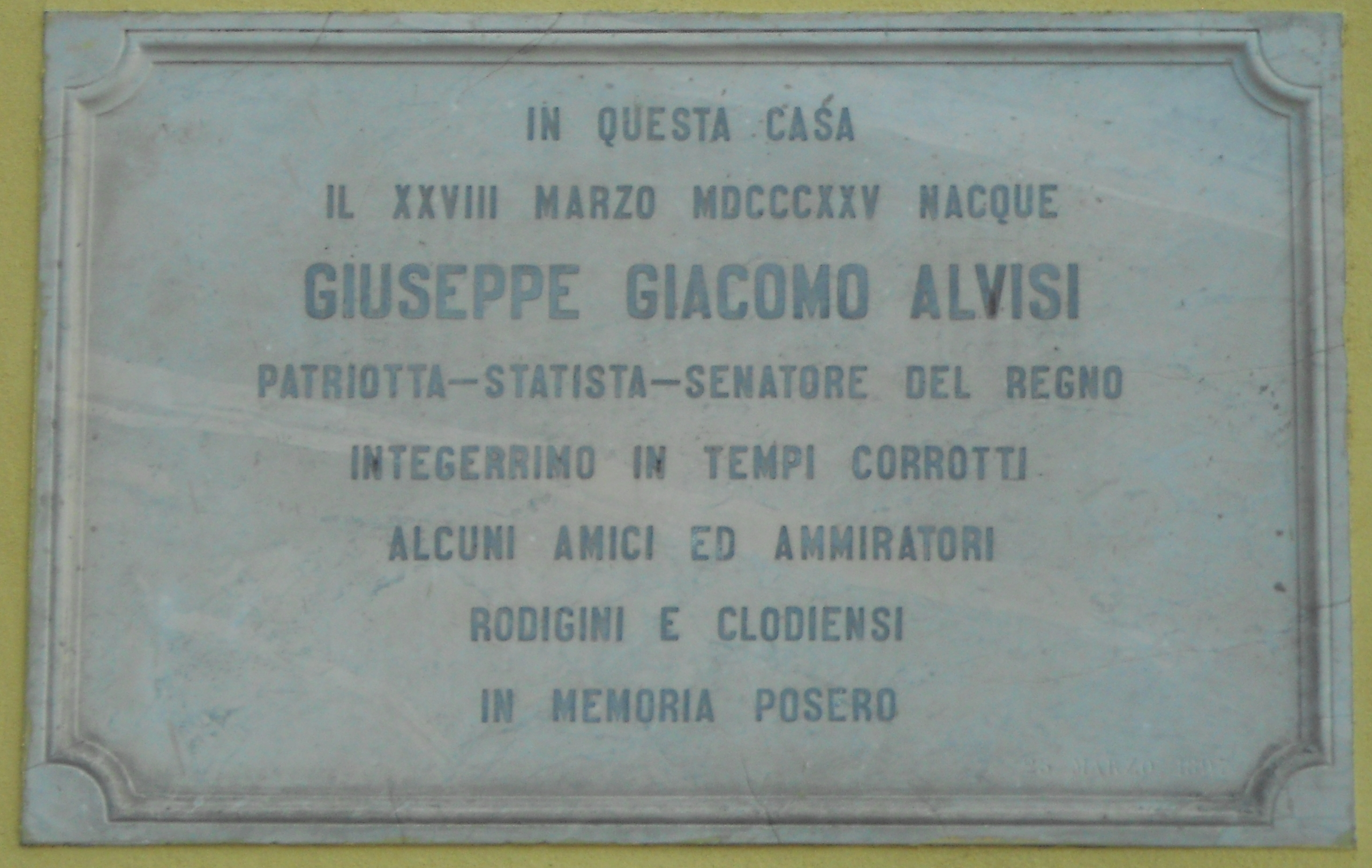
targa sulla casa natale a Rovigo

Giuseppe Giacomo Alvisi (Rovigo, 28 marzo 1825 – Coiano, 24 novembre 1892) è stato un medico, giornalista e avvocato italiano.

## Biografia
Massone, fu iniziato il 24 settembre 1861 nella Loggia di Firenze La Concordia, fatto compagno l'11 novembre e maestro il 12 dicembre, rappresentò la loggia come delegato alla Costituente massonica di Torino del 27 dicembre dello stesso anno e poi a quella di Firenze del 15 settembre 1864, e il 24 giugno 1864 ne fu eletto Maestro venerabile. Dimissionario, fu fatto membro onorario il 10 marzo 1873..
Il nome di Giuseppe Giacomo Alvisi è legato all'ispezione del 1889 alla Banca Romana, una delle sei banche con facoltà di emettere biglietti di banca nel Regno d'Italia ancora tre decenni dopo l'unità del Paese; con l'ispezione di Alvisi vennero riscontrate numerose irregolarità nella contabilità della banca.
Il 30 giugno 1891, il Governo di Rudinì I si oppose a che Alvisi riferisse in Senato i risultati dell'ispezione «in nome dei supremi interessi del paese e della patria».
Prima della morte, Alvisi consegnò al senatore Leone Wollemborg copia della relazione sulla Banca Romana. La relazione fu poi consegnata da Wollemberg a Maffeo Pantaleoni, direttore del Giornale degli Economisti, che la consegnò al deputato radicale Napoleone Colajanni che il 20 dicembre 1892 denunciò l'insabbiamento dei risultati dell'ispezione. Venne ordinata una nuova inchiesta parlamentare che provocò lo scandalo della Banca Romana.